# Списак застава Азербејџана
Ово је списак застава коришћених у Азербејџану, како данас тако и у прошлости.

## Национална застава
| Застава | Датум        | Употреба            | Опис |
| ------- | ------------ | ------------------- | --- |
|         | 2013 — данас | Застава Азербејџана | Хоризонтална тробојка светлоплаве, црвене и зелене боје, с белим полумесецом и центрираном звездом Пропорција 1:2 |

## Државне заставе
| Застава | Датум        | Употреба                       | Опис                                                         |
| ------- | ------------ | ------------------------------ | ------------------------------------------------------------ |
|         | 1992 — данас | Председничка стандарта         | Национална тробојска с центрираним грбом                     |
|         | 2004 — данас | Председничка стандарта на мору | Поморска застава с националном тробојком и центрираним грбом |

## Војска Азербејџана

### Azerbaijani Land Forces
| Застава | Датум | Употреба                           | Опис |
| ------- | ----- | ---------------------------------- | ---- |
|         |       | Застава Копнене војске Азербејџана |      |

### Ратна морнарица Азербејџана
| Застава | Датум        | Употреба                                                                | Опис |
| ------- | ------------ | ----------------------------------------------------------------------- | --- |
|         | 1991         | Поморска застава Ратне морнарице Азербејџана                            | Пошто је Азербејџан раније био совјетска република, поморска застава Азербејџана блиско подсећа на стару совјетску верзију; звезда и полумесец су заменили црвену звезду, плаво сидро је заменило срп и чекић, а просту светлоплаву линију на дну заставе је заменио таласасти образац. |
|         | 1991 — данас | Застава главног команданта Азербејџанске поморске команде               | |
|         | 1991 — данас | Застава главног команданта Ратне морнарице Азербејџана                  | |
|         | 1991 — данас | Застава команданта групе Ратне морнарице Азербејџана                    | |
|         | 1991 — данас | Застава Обалске страже Азербејџана                                      | Зелена застава са заставом Ратне морнарице у кантону. |
|         | 1991 — данас | Застава председника Азербејџана док је на броду Државне граничне службе | |
|         | 1991 — данас | Застава начелника Државне граничне службе — команданта Граничних снага  | |
|         | 1991 — данас | Застава начелника Генералштаба Граничних снага                          | |
|         | 1991 — данас | Застава команданта групе бродова                                        | |
|         | 1991 — данас | Командни пенон бродова Граничне патроле                                 | |
|         | 1991 — данас | Јарболски пенон бродова Граничне патроле                                | |

### Ратно ваздухопловство Азербејџана
| Застава | Датум        | Употреба                                                                 | Опис |
| ------- | ------------ | ------------------------------------------------------------------------ | ---- |
|         | 1991 — данас | Застава Ратног ваздухопловства и противваздухопловне одбране Азербејџана |      |

### Гранична служба Азербејџана
| Застава | Датум        | Употреба                                                                                              | Опис |
| ------- | ------------ | --- | ---- |
|         | 1991 — данас | Застава Граничних снага (задња страна). Напомена: Предња страна заставе је слична народној застави    |      |
|         | 1991 — данас | Застава Граничних пукова (задња страна). Напомена: Предња страна заставе је слична народној застави   |      |
|         | 1991 — данас | Застава Граничних јединица (задња страна). Напомена: Предња страна заставе је слична народној застави |      |

### Унитрашње трупе Азербејџана
| Застава | Датум | Употреба                             | Опис |
| ------- | ----- | ------------------------------------ | ---- |
|         |       | Застава Унутрашњих трупа Азербејџана |      |
|         |       | Застава Вашага                       |      |

## Политичке заставе
| Застава | Датум        | Опис                        |
| ------- | ------------ | --------------------------- |
|         | 2005 — данас | Странка Демократске Реформе |

## Заставе етничких заједница
| Застава | Датум | Употреба           | Опис |
| ------- | ----- | ------------------ | ---- |
|         |       | Застава Афшара     |      |
|         |       | Застава Авара      |      |
|         |       | Застава Лезгина    |      |
|         |       | Заставе Талиша     |      |
|         |       | Застава Карапапаца |      |

## Историјске заставе
| Застава | Датум          | Употреба                                                          | Опис |
| ------- | -------------- | ----------------------------------------------------------------- | --- |
|         | 1747 — 1828    | Застава Нахичеванског каната                                      | |
|         | 1918           | Застава Центрокаспијске Диктатуре                                 | Три хоризонталне линије, горња и доња линија светлоплаве боје и средња линија црвене боје. |
|         | 1917           | Застава Мусаватске Партије Туркијских Федералиста                 | |
|         | 1918           | Застава Азербејџанске Демократске Републике                       | Извор за дизајн модерне заставе |
|         | 1918 — 1919    | Застава Арашке републике                                          | |
|         | 1918           | Застава Комуне Бакуа                                              | Садржи текст Бакинскiй Совнаркомь () |
|         | 1918 — 1920    | Застава Азербејџанске Демократске Републике                       | Слична модерној застави |
|         | 1920           | Застава Азербејџанске Совјетске Социјалистичке Републике          | |
|         | 1920 — 1921    | Застава Азербејџанске Совјетске Социјалистичке Републике          | |
|         | 1921 — 1922    | Застава Азербејџанске Совјетске Социјалистичке Републике          | |
|         | 1922 — 1924    | Застава Азербејџанске Совјетске Социјалистичке Републике (ЗСФСР)  | Застава Азербејџанске Совјетске Социјалистичке Републике као дела ЗСФСР од 1922. до 1924. |
|         | 1924 — 1927    | Застава Азербејџанске Совјетске Социјалистичке Републике (ЗСФСР)  | Застава Азербејџанске Совјетске Социјалистичке Републике као дела ЗСФСР од 1924. до 1927. |
|         | 1927 — 1931    | Застава Азербејџанске Совјетске Социјалистичке Републике (ЗСФСР)  | Застава Азербејџанске Совјетске Социјалистичке Републике као дела ЗСФСР од 1927. до 1931. |
|         | 1931 — 1937    | Застава Азербејџанске Совјетске Социјалистичке Републике (ЗСФСР)  | Застава Азербејџанске Совјетске Социјалистичке Републике као дела ЗСФСР од 1931. до 1937. |
|         | 1930-те — 1936 | Застава Закавкаске Совјетске Социјалистичке Републике             | Каснија застава Закавкаске Совјетске Социјалистичке Републике |
|         | 1937 — 1940    | Застава Азербејџанске Совјетске Социјалистичке Републике          | |
|         | 1940 — 1952    | Застава Азербејџанске Совјетске Социјалистичке Републике          | |
|         | 1952 — 1991    | Застава Азербејџанске Совјетске Социјалистичке Републике          | Последња застава Азербејџанске Совјетске Социјалистичке Републике |
|         |                | Задња страна заставе                                              | Ниједна застава републике које су сачињавала Совјетски савез није имала срп и чекић на својој задњој страни. |
|         | 1921 — 1925    | Застава Нахичеванске Аутономне Совјетске Социјалистичке Републике | |
|         | 1937 — 1939    | Застава Нахичеванске Аутономне Совјетске Социјалистичке Републике | Једна верзија заставе Нахичеванске Аутономне Совјетске Социјалистичке Републике. Касније верзије су садржале текст "Нахчыван МССР" (Naxçıvan MSSR, што значи Нахичеванска АССР), постављен на заставу Азербејџанске ССР тог периода, без јерменског имена. |
|         | 1939 — 1940    | Застава Нахичеванске Аутономне Совјетске Социјалистичке Републике | |
|         | 1940 — 1945    | Застава Нахичеванске Аутономне Совјетске Социјалистичке Републике | |
|         | 1945 — 1953    | Застава Нахичеванске Аутономне Совјетске Социјалистичке Републике | |
|         | 1956 — 1978    | Застава Нахичеванске Аутономне Совјетске Социјалистичке Републике | |
|         | 1978 — 1990    | Застава Нахичеванске Аутономне Совјетске Социјалистичке Републике | Последња застава Нахичеванске Аутономне Совјетске Социјалистичке Републике |
|         | 1991 — 2013    | Застава Републике Азербејџан од 1991 — 2013.                      | Слична застави Азербејџанске Демократске Републике и тренутној застави Републике Азербејџан |
|         | 1993           | Застава Талиш-муганске републике                                  | Застава Талиш-муганске републике |

## Азербејџанци у другим државама
| Застава | Датум | Употреба                       | Опис |
| ------- | ----- | ------------------------------ | ---- |
|         |       | Застава Ирачких Туркмена       |      |
|         |       | Заставе Иранских Азербејџанаца |      |